# Бой при Веллетри (1849)
Бой при Веллетри (ит. Battaglia di Velletri) — одно из сражений во время Первой войны за объединение Италии, произошедшее 19 мая 1849 года между войсками Римской республики и армией Королевства обеих Сицилий и закончившееся победой республиканцев. 
После поражения при Палестрине отряд Ланцы отошел в Вальмонтоне, затем 11 мая воссоединился с основной частью войск Бурбонов возле Веллетри, где король Фердинанд II разместил свою штаб-квартиру. В свою очередь, Гарибальди во главе чуть более 2000 берсальеров и краснорубашечников был вынужден отступить из-за трудностей со снабжением и численного превосходства у Бурбонов. Последние тем временем дошли до Фраскати и Марино и находились менее чем в сутках перехода от Рима. Однако уже 16 мая неаполитанские войска, не решившись штурмовать город, начали медленно отступать.
Однако известие о новой победе при Палестрине убедило республиканское правительство организовать новую экспедицию против неаполитанцев. Пьетро Роселли организовал корпус численностью около 11 000 человек, в том числе двенадцать пушек, чтобы выступить против Фердинанда II. 16 мая эти силы двинулись от ворот Сан-Джованни к Фраскати, а затем к Дзагароло, где, по мнению римлян, были собраны вражеские войска. Однако неаполитанцы уже отступили, и город был занят без боя.
Фердинанд II сконцентрировал большую часть своих сил (13 300 пехотинцев и 2 000 кавалеристов) в Веллетри, оставив лишь несколько патрулей в окрестностях, и уже решил отступить к Гаэте. Развернувшись у подножия гор Лепини, неаполитанцы не могли легко маневрировать своей мощной кавалерией. 
Роселли и Гарибальди решили воспользоваться этим преимуществом и нанести удар по неаполитанцам, пока они находились в Веллетри. Гарибальди, нетерпеливый из-за колебаний Роселли, взял на себя инициативу и направился к Веллетри с двумя тысячами бойцов авангарда, надеясь увлечь своим примером остальную римскую армию.
Тем временем Фердинанд II отправил первые отряды из Веллетри в сторону Гаэты. Однако около часа дня основная масса неаполитанских сил все еще находилась в районе Веллетри, и первая атака гарибальдийцев была отбита. Вслед за этим Фердинанд II, решивший не вступать в сражение, приказал отступить своим лучшим частям, в том числе кавалерии, составлявшей арьергард, оставив для прикрытия отступления только части легкой пехоты и небольшую часть своей артиллерии. 
Когда войска Гарибальди, усиленные берсальерами Манары, подошли к неаполитанским позициям у монастыря капуцинов, их встретила мощная канонада, на которую римляне смогли ответить только двумя пушками. Республиканцы нашли убежище в виноградниках и оливковых рощах, под прикрытием которых они ждали подкрепления, которое стало прибывать с пяти часов дня. Затем Гарибальди, прикрытый огнем уже восьми орудий, предпринял вторую атаку. Однако и этот второй штурм был отбит непрерывным огнем неаполитанцев.
Прибывший Роселли вскоре после шести отдал приказ об общей атаке на городские стены. Наступление началось около половины седьмого. Римляне подошли под стены, но были отброшены непрерывным ружейным огнем противника. Республиканцы вступили в перестрелку, которая постепенно стихла к вечеру, когда последние отряды бурбонских войск покинули Веллетри. 
Фердинанд II, хотя и потерпел поражение, не понес огромных потерь, и его армия организованно отступила до Террачины, а оттуда до Гаэты. В свою очередь, через десять дней после боя Гарибальди вернулся в Рим, чтобы защищать республику от французских войск Удино.